# Statistikaamet
L’Eesti Statistikaamet (sigle ESA, en français : Office de la statistique d’Estonie),  est une agence dépendant du ministère des Finances de la république d’Estonie fondée en 1921.

## Histoire
Le Bureau central d’État de la statistique (Riigi Statistika Keskbüroo), premier institut statistique d’Estonie est mis en place le 1er mars 1921, sous la direction d’Albert Pullerits. Après l’envahissement du pays par l’Union des républiques socialistes soviétiques, le bureau est supprimé en 1940.
Entre 1941 et 1944, l’Administration de la statistique d’Estonie (Eesti Statistika Valitsus), dirigée par Albert Pullerits, est chargée du recensement de la population.
Sous l’ère soviétique, l’Administration est remplacée par l’Administration centrale de la statistique d’Estonie (Eesti Statistika Keskvalitsus), puis par l’Administration de la statistique de la république socialiste soviétique d’Estonie (Eesti NSV Statistika Valitsus).
En 1989, l’Office national de la statistique de la république d’Estonie (Eesti Vabariigi Riikliku Statistikaamet) est créé. Réorganisé au cours de l’année 1993, il prend le nom d’Office de la statistique d’Estonie (Eesti Statistikaamet).

## Fonctions
Les fonctions principales sont de :
- organiser et exploiter les recensements de la population ;
- mener des enquêtes sur les aspects économiques ;
- mesurer la situation environnementale.